# Nefermaat II
Nefermaat II (Nfr m3ˁ.t, "perfecta és la justícia"), o Nefermaat B, va ser un noble egipci durant la IV dinastia. Era membre de la família reial egípcia i va complir les funcions de djati del rei Quefrè (el seu cosí). Nefermaat era fill de la Filla del Rei Nefertkau I i net del faraó Snefru.
| nfr | I9 · D21 | U2 · Aa11 | D36 · X1 · Z5 |

| nfr | I9 · D21 | U2 · Aa11 | D36 · X1 · Z5 |

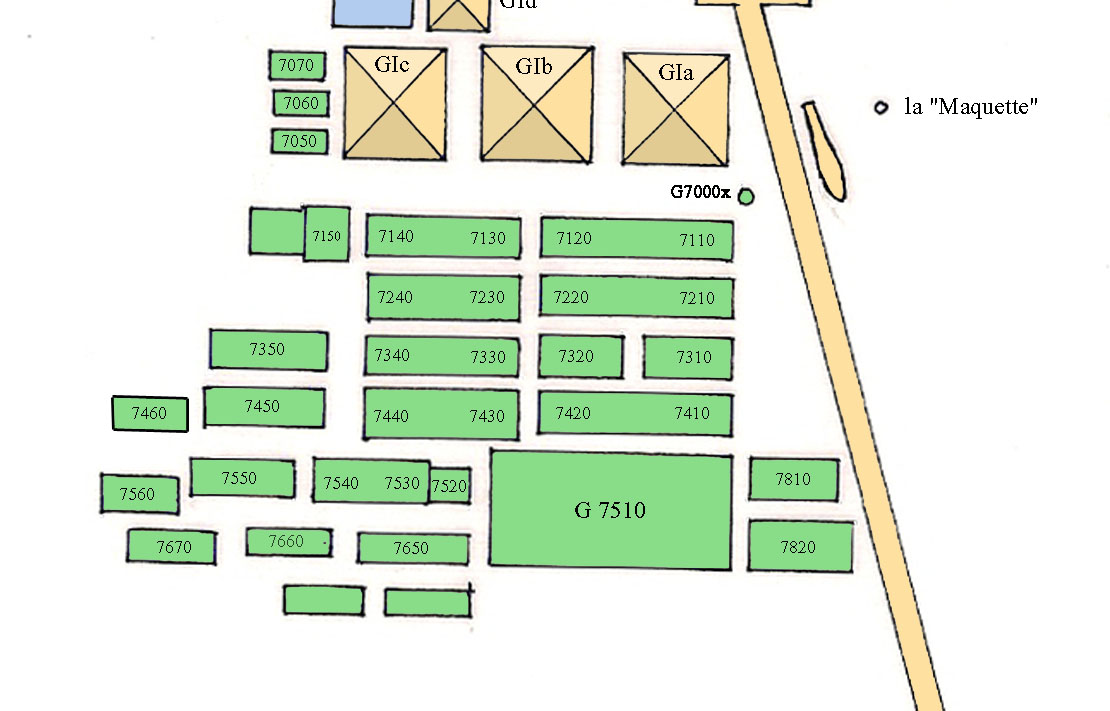
Necròpilis oriental de Guiza, amb la tomba de Nefermaat (7060).

Nefermaat va ser enterrat a la mastaba G 7060 de la necròpolis de Guiza. La seva tomba forma part d'un grup de tombes que inclouen les de Nefertkau I (G 7050) i la del seu fill Sneferukhaf (G 7070). La tomba de Nefermaat es troba prop de la piràmide de Quèops, considerat el seu oncle, tot i que alguns historiadors com George Andrew Reisner han valorat la possibilitat que podria haver estat més aviat el seu pare. La teoria del pare ha estat rebutjada per altres investigadors com Strudwick i Baud. Sigui com sigui, Nefermaat formava part de la família propera dels reis, ja que li van atorgar el títol de djati, només reservat a un familiar proper durant la IV dinastia.
La necròpolis familiar va ser excavada per primera vegada per Karl Richard Lepsius al segle XIX i després per George Andrew Reisner el 1926. La mastaba va revelar els enormes sarcòfags del djati i la seva família amb les seves pesades tapes amb espines i esteles de falses portes. La de Nefermaat, sens dubte, havia estat espoliada des de l'antiguitat, ja que va ser reutilitzada més tard per un home anomenat Padihor[…] del qual hi ha els relleus d'un viàtic funerari típic de l'època tardana, compost essencialment per restes d'un sarcòfag, un uixebti i nombrosos amulets en frita esmaltada blava que devien protegir una mòmia desapareguda.

## Títols
Nefermaat II tenia els següents títols coneguts:
- imy iz "el que ocupa la funció, assessor"
- iry-pˁt "noble, príncep hereu, guardià dels nobles"mniw nḫn "protector de Nekhen"
- wr di.w pr ḏḥwty “el més gran dels cinc del temple de Thoth”
- ḥȝty "comptable"
- ḥrỉ-tp nḫb "senyor de Nekheb"
- ȝrp iȝwt nbwt nṯrwt “director de cada ofici diví”
- ḫrp ˁḥ “director del palau”
- htm (ty)-bity "segell del Senyor de l'Alt i el Baix Egipte"
- sȝ nswt "fill d'un rei"
- sȝ nswt n ẖt.f "fill del rei, del seu cos"
- smr wˁty n(y) mrwt "company únic"
- tȝyty sȝb ṯȝty “el que guarda la porta (o el teló), cap de justícia, visir”.